# Lo spirito che suona
| Recensione | Giudizio |
| ---------- | -------- |
| Rockol     |          |

Lo spirito che suona è il sesto album in studio del gruppo musicale italiano hip hop Cor Veleno, uscito il 26 ottobre 2018 per Music First. Questo è il primo disco del gruppo dopo la scomparsa di Primo Brown, frontman del collettivo, che tuttavia rimane vocalmente presente in tutte le tracce, dato che queste sono state registrate quasi tutte prima della sua morte.

## Descrizione
Anticipato dai singoli Shut tha Fuck Up e Tutta la vita, l'album è stato concepito e realizzato da Grandi Numeri e Squarta dopo il concerto in memoria di Primo Brown tenutosi all'Atlantico di Roma. È stata riutilizzata l'enorme quantità di materiale registrata dal rapper romano prima della sua scomparsa, tant'è che stando alle dichiarazioni dei componenti del gruppo si sarebbe potuto realizzare un disco quattro volte più ampio, ma questo avrebbe esulato lo scopo di realizzare un progetto che fosse il testamento artistico di Primo Brown.
Esso è costituito da 17 tracce realizzate in collaborazione con vari rapper italiani tra cui Marracash, MadMan, Gemitaiz, Coez, ma anche con artisti non hip hop come Adriano Viterbini e Giuliano Sangiorgi dei Negramaro.

## Tracce
Testi di David Maria Belardi e Giorgio Cinini, eccetto dove indicato, musiche di Francesco Caligiuri, eccetto dove indicato.
1. L'antifona – 1:43 (testo: Giorgio Cinini)
2. Non costa niente (feat. Adriano Viterbini) – 4:45 (musica: Francesco Caligiuri, Adriano Viterbini)
3. Servono pietre (feat. Adriano Viterbini) – 3:30 (musica: Francesco Caligiuri, Adriano Viterbini)
4. Queste Strade (feat. Johnny Marsiglia) – 3:41 (testo: David Maria Belardi, Giorgio Cinini, Giovanni Marsiglia)
5. Qualunque cosa accada (feat. MadMan) – 3:26 (testo: David Maria Belardi, Giorgio Cinini, Pierfrancesco Botrugno)
6. Niente in cambio (feat. Giuliano Sangiorgi & Roy Paci) – 4:50 (testo: David Maria Belardi, Giorgio Cinini, Giuliano Sangiorgi – musica: Francesco Caligiuri, Rosario Paci)
7. Sacrosanto – 3:52 (testo: Giorgio Cinini)
8. Città di vetro (feat. Mezzosangue) – 4:29 (testo: David Maria Belardi, Giorgio Cinini, Luca Ferrazzi)
9. Pepita Bluemoon (feat. Marracash) – 3:46 (testo: David Maria Belardi, Giorgio Cinini, Fabio Rizzo)
10. Rap Tha Casbah – 3:40
11. Il nome del tuo esercito – 2:42
12. Conta su di me (feat. Coez) – 4:02 (testo: David Maria Belardi, Giorgio Cinini, Silvano Albanese)
13. Lo spirito che suona (feat. Giuliano Sangiorgi) – 3:47 (testo: David Maria Belardi, Giorgio Cinini, Giuliano Sangiorgi)
14. Shut Tha Fuck Up – 3:35
15. Una rima, una jam (feat. Coez & Gemitaiz) – 3:46 (testo: Giorgio Cinini, Silvano Albanese, Davide De Luca)
16. Tutta la vita – 4:13
17. A pieno titolo (feat. Danno) – 4:12 (testo: David Maria Belardi, Giorgio Cinini, Simone Eleuteri)

## Formazione
Musicisti
- Primo – voce
- Grandi Numeri – voce
- Squarta – produzione, registrazione, missaggio, mastering
- Gabriele Centofanti – chitarra, basso
- Adriano Viterbini – voce aggiuntiva (traccia 2), chitarra (tracce 2 e 3)
- Johnny Marsiglia – voce aggiuntiva (traccia 4)
- MadMan – voce aggiuntiva (traccia 5)
- Roy Paci – tromba (traccia 6)
- Giuliano Sangiorgi – voce aggiuntiva (tracce 6 e 13)
- Mezzosangue – voce aggiuntiva (traccia 8)
- Marracash – voce aggiuntiva (traccia 9)
- Coez – voce aggiuntiva (tracce 12 e 15)
- Gemitaiz – voce aggiuntiva (traccia 15)
- Danno – voce aggiuntiva (traccia 17)

## Classifiche
| Classifica (2018) | Posizione massima |
| ----------------- | ----------------- |
| Italia            | 11                |